# Förordningen om statliga byggnadsminnen
Förordningen om statliga byggnadsminnen (Förordning (1988:1229) om statliga byggnadsminnen m. m) reglerar vilka statliga byggnader som kan förklaras för byggnadsminnen, och vad man får göra med dem. 
Riksantikvarieämbetet är den myndighet som hanterar frågor kring statliga byggnadsminnen. Det finns cirka 300 statliga byggnadsminnen. De förvaltas av Statens Fastighetsverk, Fortifikationsverket, Trafikverket, Naturvårdsverket, Riksdagsförvaltningen, Sjöfartsverket och Sveriges Lantbruksuniversitet. 